# Carmangay
Carmangay is een plaats (village) in de Canadese provincie Alberta en telt 336 inwoners (2006).